# Tmesipteris truncata
Tmesipteris truncata là một loài thực vật gần với dương xỉ thuộc chi Tmesipteris trong họ Quyết lá thông. Loài này được Robert Brown mô tả khoa học lần đầu tiên vào năm 1810, với danh pháp Psilotum truncatum trong quyển Prodromus Florae Novae Hollandiae.
Tmesipteris oblanceolata Copel. là một đồng nghĩa của T. truncata.

## Phân bố
T. truncata có phân bố tập trung ở Nam Thái Bình Dương, được ghi nhận tại quần đảo Maluku, quần đảo Solomon, Vanuatu, Nouvelle-Calédonie, Fiji, Samoa, bờ đông Úc và đảo Norfolk.

## Mô tả
T. truncata là thực vật biểu sinh hoặc trên cạn. Thân thường không phân nhánh, dài 15–30 cm. Lá nhỏ hơn về phía gốc và ngọn thân. Lá thuôn dài, dài 15–25 mm, rộng 2–5 mm, gân giữa kết thúc bởi một đầu nhọn.

## Bộ gen lớn nhất
Nghiên cứu mới đây cho thấy, bộ gen của T. truncata (được mô tả dưới danh pháp Tmesipteris oblanceolata) có tới 160 tỷ cặp base (Gbp), trở thành loài sinh vật nhân thực có bộ gen lớn nhất thế giới. Con số này vượt hơn 11 tỷ so với loài thực vật giữ kỷ lục trước đó là Paris japonica (họ Hắc dược hoa) và nhiều hơn 30 tỷ so với cá phổi Protopterus aethiopicus, loài có bộ gen động vật lớn nhất. So với con người, T. truncata có bộ gen lớn hơn gấp 50 lần.
Theo Ilia Leitch, đồng tác giả nghiên cứu trên, cho biết, việc mang nhiều cặp base dẫn đến nhu cầu hấp thụ các khoáng chất cao hơn để tạo nên DNA và năng lượng để tổng hợp DNA trước mỗi lần phân bào. Nhưng nếu sinh vật sống trong một môi trường tương đối ổn định và ít cạnh tranh, một bộ gen khổng lồ có thể không cần đòi hỏi nhiều. Vì vậy, bộ gen lớn của T. truncata có thể không gây hại, nhưng cũng không mang lại lợi ích đặc biệt nào cho khả năng tồn tại và sinh sản của chúng.